# 퀘이
《퀘이》(Quay)는 영국에서 제작된 크리스토퍼 놀란 감독의 애니메이터 스티븐과 티모시 퀘이에 관한 2015년 단편 다큐멘터리 영화이다. 2015년 8월 19일 뉴욕시의 영화 포럼 극장에서 초연되었다.

## 출연
- 스티븐 퀘이 본인
- 티모시 퀘이 본인